# Nani Palé
Nani Palé de son vrai nom Konfaaté Palé est un chanteur, compositeur, balafoniste, xylophoniste et poète lobi. Il a contribué à moderniser le balafon dans la région du Sud-Ouest du Burkina Faso.

## Biographie
Nani Palé est né vers 1925 à Ponalatéon, dans une ville de la région du Sud-Ouest du Burkina Faso,. Peu après sa naissance, il perd son père. Sa mère, Kokpierna Palé, d'origine birifor et lui s'installent sans fortune à Dobèna, près de Midebdouo. Il arrive à Gaoua et s'installe dans une famille d'accueil. Aveugle, il joue au balafon et contribue à populariser l'instrument au Burkina Faso, au Ghana et en Côte d’Ivoire.  
Nani est formé à l'école du chanteur compositeur xylophoniste notoire Teejan Palé.   
Il se marie avec Fohelana Kambiré, née vers 1930 d'un père Tioyé et avec qui il a une fille. Ayant perdu ses proches parents à Dobèna, il s'installe à Niobini près de Gaoua.   
Assimilé à un griot de cour, il est sollicité pour la richesse de ses œuvres et pour son génie. Compositeur sur commande, il est un artiste au service des autres et des personnalités Lobi.  
ll compose le premier jingle de la radio nationale du Burkina Faso qui est joué dans les années 1960 et 1970,. 
Nani Palé est décédé le 16 octobre 1982 à Gaoua.

## Discographie
- Khifithé[5],[b]

## Hommages et distinctions
- À sa mort, il reçoit des honneurs officiels sur les ondes de la radio nationale qui a diffusé ses œuvres durant des d'années.
- Une rue porte son nom dans le quartier Larlé à Ouagadougou [6].
- Un théâtre Nani Palé est construit à Gaoua[7].
- Les autorités de la province de Poni baptisent la troupe de théâtre populaire de Gaoua "Théâtre populaire Nani Palé"[2],[7].

### Mausolée
Le ministère de la Culture perpétue sa mémoire avec la construction d’un mausolée qui sera inauguré en 2017 par Tahirou Barry.

### Tourisme
Le mausolée de Nani Palé fait partie des sites touristiques de la région du Sud-Ouest du Burkina Faso. Il est situé sur la nationale no 11 sur la route de Batié.